# Plácido Rocha
Plácido Rocha (20 de novembro de 1900 – 1 de setembro de 1972) foi um político e médico brasileiro. Ele serviu como deputado federal pelo estado de São Paulo de 1955 a 1959, representando o Partido Social Progressista (PSP). Antes de seu mandato como deputado federal, Rocha atuou como deputado estadual em São Paulo de 1951 a 1955.

### Início da vida e educação
Rocha nasceu em Bananeiras, Paraíba, em uma família proeminente. Era bisneto de Estevão José da Rocha, o Barão de Araruna, e neto de Felinto Florentino da Rocha, comendador da Ordem Imperial da Rosa. Seus pais eram João Antonio da Rocha e Josepha Adelaide Bezerra Cavalcante. 
Rocha cursou medicina na Universidade do Rio de Janeiro, formando-se em 1929. Durante seus estudos, ele visitou um colega em Araçatuba, São Paulo, e ficou impressionado com o potencial da região. Foi durante esta visita que ele conheceu Eponina Mendes de Camargo, com quem viria a se casar.

### Carreira médica
Após concluir seus estudos médicos, Rocha trabalhou como médico para a Estrada de Ferro Noroeste do Brasil de 1930 a 1951. Ele também desempenhou um papel significativo na fundação da Santa Casa de Misericórdia em Araçatuba, São Paulo, um notável hospital filantrópico.

### Carreira política
Em 1951, Rocha iniciou sua carreira política como deputado estadual em São Paulo. Foi eleito deputado federal em 1955, servindo até 1959. Durante seu mandato, Rocha esteve envolvido em várias atividades legislativas e apoiou numerosos projetos de lei destinados a melhorar o bem-estar público e a infraestrutura. Um de seus principais esforços políticos foi trazer o Campus da UNESP para Araçatuba, melhorando significativamente a infraestrutura educacional da região.
Rocha foi um defensor ativo do desenvolvimento de Araçatuba e da região noroeste de São Paulo. Ele trabalhou para trazer melhorias significativas para a área, incluindo a expansão da infraestrutura e o apoio à educação superior.

### Vida pessoal
Plácido Rocha casou-se com Eponina Mendes de Camargo, a quem conheceu durante sua primeira visita a Araçatuba. Eles tiveram cinco filhos: Maria Luísa Camargo Rocha Giordano, Sílvio Camargo Rocha, Maria Lúcia Camargo Rocha Gottardi, Maria Regina Camargo Rocha Soares e Ricardo Camargo Rocha.

### Legado
Em homenagem às suas contribuições, uma estrada em Valparaíso recebeu seu nome. Além disso, um ginásio em Araçatuba leva seu nome, comemorando seus esforços e impacto na comunidade.
Rocha é lembrado como uma figura importante no desenvolvimento de Araçatuba e da região noroeste de São Paulo, tendo contribuído significativamente para o progresso da área através de seu trabalho como médico e político.

### Morte
Plácido Rocha faleceu em 1 de setembro de 1972.